# Duelist
Pour plus de détails, voir Fiche technique et Distribution.
Duelist (형사, Hyeongsa) est un film sud-coréen réalisé par Lee Myeong-se, sorti en 2005.

## Synopsis
Au XVIIe siècle en Corée, seules quelques femmes ont le droit d'enquêter sur des affaires complexes. Dans ce contexte, Namsoon se voit confier la charge d'arrêter Sad Eyes, un énigmatique voleur.

## Fiche technique
- Titre : Duelist
- Titre original : 형사 (Hyeongsa)
- Réalisation : Lee Myeong-se
- Scénario : Lee Hae-kyung et Lee Myeong-se
- Musique : Jo Sung-woo
- Photographie : Ki S. Hwang
- Montage : Ko Im-pyo
- Production : Lee Myeong-se
- Société de production : Production M et Wellmade Entertainment
- Société de distribution : La Fabrique de films (France)
- Pays :  Corée du Sud
- Genre : Action, comédie et historique
- Durée : 108 minutes
- Dates de sortie : 
  - Corée du Sud : 9 septembre 2005
  - France : 17 mai 2006

## Distribution
- Ha Ji-won : Namsoon
- Kang Dong-won : Sad Eyes
- Ahn Sung-ki : détective Ahn
- Song Young-Chang : le ministre de la défense
- Kim Bo-yeon

## Distinctions
Le film a été nommé pour sept Grand Bell Awards en 2006 et a reçu celui de la meilleure direction artistique.